# Michele Knotz
Michele Knotz (Nueva Jersey, Estados Unidos, 27 de octubre de 1976) es una actriz de voz estadounidense que trabaja para los estudios de doblaje basado en Nueva York como TAJ Productions, Headline Sound y Central Park Media. Actualmente se encuentra grabando en DuArt Film and Video, donde hace las voces de varios personajes en el anime de Pokémon.
Nacida en Nueva Jersey, estudió interpretación en la Universidad DeSales en Center Valley, Pennsylvania antes de ser transferida a estudiar producción de televisión y radio en la Universidad de Marywood en Scranton, Pennsylvania. Knotz fue la ganadora del concurso de 2003 la voz de Anime Idol y actuando a cabo en el ya desaparecida convención en Nueva York Big Apple Anime Fest y debutó en el papel de Hajime Yagi en Narue no Sekai. Desde 2006, ha sido la voz de la enfermera Joy y Jessie del Team Rocket en Pokémon.

## Filmografía

### Anime
- Dark Passages - Lilith
- Electro Cute! - Milk Carton/Calc
- Genshiken - Oguie Chika[3]
- IkkiTousen: Dragon Destiny - Chou'un Shiryuu
- Kujibiki Unbalance - Koyuki Asagiri
- Magical Witch Punie-chan - Potaru Tanaka, Inumi
- The Mastermind of Mirage Pokémon - Misty, Jessie y May[3]
- Musti - Musti
- Once Upon A Time - Narrator
- Pikachu’s Island Adventure - Squirtle, Cacnea
- Pokémon — May (temporada 9 y 11), Jessie (temporada 9-presente), Nurse Joy (temporada 9-13), Piplup y Pokédex (temporada 10-13), Snivy (temporada 14-presente).
- Pokémon Mystery Dungeon: Team Go-Getters Out Of The Gate! - Chikorita[3]
- Queen's Blade - Tomoe, Airi[3]
- Shootfighter Tekken - Takako[3]
- Tarchin and Friends - Tarchin, Yellow Crayon, Cloud 2, Various
- To Heart - Matsumoto[3]
- The Third: The Girl with the Blue Eye - Cindy, Rozali, The Fairy[3]
- Timmy and Toby’s Guessing Games - Toby
- The World of Narue - Hajime Yagi[3]

### Películas
- Pokémon Ranger y el Templo del Mar - May, Jessie y Manaphy
- Pokémon: The Rise of Darkrai - Jessie and Piplup
- Pokémon: Giratina and the Sky Warrior - Jessie y Piplup
- Pokémon: Arceus y la Joya de la Vida - Jessie y Piplup
- Pokémon: Zoroark: El Maestro de Ilusiones - Jessie y Piplup
- Pokémon: Negro—Victini y Reshiram y Blanco—Victini y Zekrom - Jessie

### Videojuegos
- Castle Dracula: The Video Game - Grace
- Captain Sabertooth - Sirikit
- Heathcliff: The Fast and the Furriest - Varios personajes
- PokéPark Wii: Pikachu's Adventure - Piplup, Squirtle, Jirachi, Chikorita, Bulbasaur,  Latios, Latias, Torchic, Bidoof, Oddish, Psyduck, Mudkip, Kirlia, Sneasel, Prinplup, Drifloon y Manaphy
- PokéPark 2: Wonders Beyond - Piplup, Snivy, Cottonee, Minccino, Woobat, Swoobat, Petilil, Klink, Klang, Klinklang, y muchos otros
- Street Fighter X Tekken - Roll, Alisa Bosconovitch
- Super Smash Bros. Brawl - Pokémon Trainer, Squirtle, Piplup, Torchic, Jirachi, Manaphy & Gardevoir